# Tæt på livet
|  | Denne artikel er oprettet af botten PalnaBot ud fra en ekstern database. Den kan derfor have sproglige fejl eller mangler. Denne skabelon kan fjernes efter kontrol af indholdet. |

Tæt på livet er en film instrueret af Anja Dalhoff efter manuskript af Anja Dalhoff.

## Handling
Camilla, Emma og Nikolaj er tre små menneskebørn. Tre vidt forskellige børn i deres tidlige leveår, men med en fælles skæbne. De er alle tre født med HIV-smitte og er dømt til en kort og anderledes livsbane. De er syge, og deres mødre er syge. Men også syge børn har ret til et godt liv. Så godt et liv som overhovedet muligt. Dokumentaristen Anja Dalhoff har fulgt de tre børn gennem et år og smukt indfanget deres hverdag, deres raske og syge perioder, deres familie- og vennerelationer, deres håb, glæde og sorg.